# Seksengelen
Seksengelen is een Nederlands programma van Omroep PowNed waarin de vier vrouwelijke sekswerkers Emma (27), Lolita (27), Linda (30) en Moira (30) gedurende drie maanden volledig inzicht geven in ieder aspect van hun leven.